# Fouad Cheriet
 (mai 2019).
Pour les articles homonymes, voir Cheriet.
Fouad Cheriet est un footballeur algérien né le 10 janvier 1977 à Batna. Il évoluait au poste de gardien de but.

## Biographie
Fouad Cheriet évolue en première division algérienne avec les clubs du CA Batna, du CA Bordj Bou Arreridj, et de l'USM Annaba. De 2002 à 2008, il dispute 59 matchs en première division, sans inscrire de but.
Après avoir raccroché les crampons, il officie comme entraîneur des gardiens au CS Constantine.

## Palmarès
- Champion d'Algérie de D2 en 2007 avec l'USM Annaba